# Эверс, Оттон Иванович
Оттон Иванович фон Эверс (9.01.1812 — 30.05.1873) — действительный статский советник, дипломат, поверенный в делах в Бразилии.

## Биография
Родился в Дерпте в семье действительного статского советника Иоганна-Филиппа-Густава фон Эверса (1781—1830) — профессора истории, ректора Дерптского университета и Доротеи-Кристины-Элеоноры фон Майдель (1790—1864).
Начальное образование получил в школе Ассмусса-Диттлера, в 1824—1829 учился в гимназии, высшее юридическое образование получал в Дерптском (1829—1832) и Берлинском (1832—1833) университетах.
Во время учёбы был активным участником студенческой корпорации Ливония. После завершения образования работал с 1835 по 1846 год секретарём в Канцелярии Министерства иностранных дел в Петербурге.
В 1846—1850 служил 1-м секретарём миссий в Копенгагене, с 1850 по 1854 в Рио-де-Жанейро. С 1854 по 1857 поверенный в делах в Бразилии.
В 1856 после Крымской войны и Парижского мирного конгресса, К. В. Нессельроде был уволен от должности министра иностранных дел и министром был назначен князь А. М. Горчаков. При Нессольроде большое число послов России в разных странах были этническими немцами, Горчаков стремился сократить число дипломатов немцев и в связи с изменением кадровой политики Эверс в 1857 вернулся в Санкт-Петербург.
В 1857 назначен младшим советником МИД с производством в действительные статские советники, также работал в газете «Journal de St.-Pétersbourg».
С 30.04.1863 старший советник МИД. В 1867—1871 возглавлял фонд помощи евангелическо-лютеранской общине Санкт-Петербурга при церкви Петра и Павла. 6.03.1871 вышел в отставку, поселился в Дерпте.
Скончался в Виши (Франция).

## Семья
Жена — Мария-Ангелика-Гертруда-Юдифь Фиораванти (1822—1859), уроженка Рима, похоронена в Санкт-Петербурге на Смоленском лютеранском кладбище. Детей не имели.